# Olha Leleyko
Olha Oleksandrivna Leleyko est une escrimeuse ukrainienne née le 21 juillet 1977 à Kiev et pratiquant le fleuret.
Elle a participé aux Jeux olympiques en 2000, 2008 et 2012.

## Palmarès
- Championnats d'Europe d'escrime
  -  Médaille de bronze en 2007 à Gand en Belgique